# ERG Iserlohn
L'Eis-Rollsport Gemeinschaft Iserlohn, més conegut com a ERG Iserlohn, és un club esportiu d'Iserlohn (Alemanya) dedicat a la pràctica del patinatge artístic sobre gel i a l'hoquei sobre patins, fundat el 13 de gener de 1965.

## Palmarès
Secció d'hoquei sobre patins
- 6 Lligues alemanyes (1976, 1977, 1986, 2006, 2008, 2009)
- 3 Copes alemanyes (2004, 2005, 2009)